# Varangéville
Varangéville település Franciaországban, Meurthe-et-Moselle megyében. Lakosainak száma 3555 fő (2022. január 1.). Varangéville Art-sur-Meurthe, Buissoncourt, Dombasle-sur-Meurthe, Haraucourt, Laneuveville-devant-Nancy, Lenoncourt, Rosières-aux-Salines és Saint-Nicolas-de-Port községekkel határos.

## Népesség
A település népessége az elmúlt években az alábbi módon változott:
| Lakosok száma | 4385 | 4126 | 4241 | 4121 | 3897 | 3725 | 3652 | 3608 | 3600 | 3555 |
|               | 1968 | 1982 | 1999 | 2006 | 2011 | 2015 | 2017 | 2018 | 2020 | 2022 |